# Pierre Rime
Pour les articles homonymes, voir Rime (homonymie).
Pierre Rime, né le 21 juin 1923 à Marsens (originaire de Bulle) et mort le 20 avril 1994 à Montreux, est une personnalité politique suisse, membre du Parti radical-démocratique (PRD). Il est député du canton de Fribourg au Conseil national de 1983 à 1987.

## Biographie
Pierre Rime naît le 21 juin 1923 à Marsens, dans le canton de Fribourg. Il est originaire de Bulle. Il est le fils de César Rime, secrétaire de l'hôpital psychiatrique de Marsens, et de Louisa Bugnard.
Typographe de formation, il exerce à Zurich puis à Bulle. Il est nommé fondé de pouvoir en 1950 chez Glasson Matériaux à Bulle, puis dirige les scieries Desponds dans la même ville et Scherly à La Roche. Il fonde en 1975 une entreprise de barrières et d'équipements de constructions, Sagérime SA.
En 1977, il est nommé membre du comité de la Banque de l'État de Fribourg. Il préside son conseil d'administration en 1992-1993.
Au début des années 1990, il est placé durant 84 jours sous écoute téléphonique dans le cadre de « l'affaire des dessous-de-table » dans le milieu de l'immobilier, ce qui permet de découvrir des revenus de plusieurs millions qu'il a « oublié » de déclarer au fisc. Atteint dans sa santé, il se fait hospitaliser à plusieurs reprises en 1993 et 1994 aux îles Canaries et à Lausanne. Convoqué comme témoin par un juge d'instruction en janvier 1994, il se donne la mort par pendaison en avril de la même année à Montreux, dans l'établissement où il était soigné pour dépression. Il bénéficie après sa mort d'un non-lieu dans l'affaire des dessous-de-table, mais ses descendants doivent s'acquitter de ses arriérés d'impôts,.
Il a le grade de colonel à l'armée.
Marié en 1947 à Francine Carrière, il a deux enfants, Jean-François et Michèle.

## Parcours politique
Membre du PRD, il est député au Grand Conseil du canton de Fribourg de 1956 à 1971. Il préside le parlement cantonal en 1964. Il est en parallèle conseiller général (législatif) à Bulle de 1966 à 1970.
Il siège au Conseil national du 28 novembre 1983 au 29 novembre 1987.